# جان لوي مورات
جان لوي مورات (بالفرنسية: Jean-Louis Murat)‏ هو مغن مؤلف فرنسي، ولد في 28 يناير 1952 في شاماليير ‏ في فرنسا.

## وصلات خارجية
- الموقع الرسمي
- جان لوي مورات على موقع IMDb (الإنجليزية)
- جان لوي مورات على موقع ميوزك برينز (الإنجليزية)
- جان لوي مورات على موقع أول ميوزيك (الإنجليزية)
- جان لوي مورات على موقع ديسكوغز (الإنجليزية)
- جان لوي مورات على موقع قاعدة بيانات الفيلم (الإنجليزية)